# Стіч та Аі
Стіч та Аі — це китайський анімаційний мультсеріал, франшиза діснеївського «Ліло та Стіч». Це третя телевізійна серія франчайзингу, після західного анімаційного та японського аніме варіанту. Головною героїнею є китайська дівчинка на ім'я Ван Ай Лінг замість американської Ліло Пелекай та японської Юни Каміхари. Події відбуваються в Китаї в горах Хуашань. Шоу, яке було озвучено англійською мовою за підтримки американських аніматорів, вперше було показано у Китаї 27 березня 2017 року. Оригінальну англомовну версію і Південно-Східній Азії транслювали впродовж лютого 2018 р.(5.02-27.02.2018).

## Сюжет
«Стіч та Аі» є продовженням «Ліло і Стіч»(події продовжуються, включаючи в себе «Лерой та Стіч» аж до подій з аніме мультфільму). Розповідається про Стіча, якого викрали космічні злочинці, для того, аби проводити над ним генетичні експерименти. Тим не менш, він втече до гір Китаю Хуаншань, де він подружиться з Аі, жвавою місцевою дівчинкою, яку хочуть розлучити із старшою сестрою Джіджі. Стіч стає «домашньою тваринкою» для Аі, і вони допомагають один одному вирішити проблеми: Аі допомагає Стічу розібратися зі своїми викрадачами, в той час, як він допомагає дівчинці залишитися в горах зі своєю сім'єю. Пізніше з'являються Джамба та Пліклі, які хочуть забрати Стіча до Міжнародної Космічної федерації, але Аі та Джіджі переконали їх залишити Стіча в себе. Хоча Джамба і Пліклі також залишаються, щоб стежити за Стічом і допомогти йому та його новій родині, Джамба стурбований тим, що в Стіча є прихована функція — він може перетворитися на гігантського звіра, коли програма спрацює у великому місті — і якщо злочинці дізнаються як контролювати Стічем на відстані, то про це дізнаються всі.

## Повтори
- В мультсеріалі часто зустрічаються флешбеки оригінальних серій(зустрічаються в 1, 2 та 13 епізодах). Вони максимально точно повторюють теми оригіналу(«Lilo & Stitch»).

### Наявні флешбеки
- «Гавайські гірки» — Lilo & Stitch
- «Суд Джамби» Lilo & Stitch
- «Втеча Стіча» Lilo & Stitch
- «День Народження Стіча»
- «626 Simulation» — The Origin of Stitch
- «Джамба та Стіч» — The Origin of Stitch

Також іноді з'являються описи інших персонажів франшизи «Lilo & Stitch», наприклад капітана Ганту, Кобри Баблз та продавця морозива.

## Головні герої
- Стіч — міжпланетний експеримент, також відомий як Експеримент 626. Його викрали космічні злочинці для власного генетичного експерименту, однак йому вдалося втекти назад на Землю, де, врешті-решт, опинився в Китаї. Там він подружився з дівчинкою на ім'я Аі. Англійською мовою його озвучував Бен Діскін, який також озвучував героя в Stich anime.
- Вонг Аі Лінг — китайська дівчинка, яка живе в горах Хуаншань. Тітка Аі хоче забрати її до міста, однак вона хоче залишитись жити в гірській місцевості. Аі потоваришувала зі Стічем і допомагає йому рятуватися від космічних злочинців. В цьому мультсеріалі вона є ніби «двійником» Ліло Пелекай. Аі озвучила Еріка Мендес.
- Вонг Джіджі — сестра Аі, яка доглядає за нею після смерті їхніх батьків. Вона працює в чайному магазині на містера Дінг. Джіджі є «двійником» Ніно Пелекай. Англійською озвучила Лаура Пост.
- Джамба Джукіба — створив Стіча. Його відправили для того, аби він забрав Стіча у злочинців, які взяли його в полон. Проте після того, як Аі забрала Стіча собі, Джамба вирішив залишити його в дівчинки. Він також залишається, аби доглядати за Стічем. Його озвучив Джес Уінфілд, який був сценаристом та виконавчим продюсером усіх інших мультсеріалів цієї серії, а саме «Lilo & Stitch: The Series», «Stitch!The Movie», «Leroy & Stitch», а також озвучував Стіча в «Stitch! anime».
- Вендел «Венді» Пліклі — колишній агент Об'єднаної Галактичної Федерації та партнер Джамби. Разом з Джамбою був відправлений на пошуки Стіча. Також залишається з новою сім'єю Стіча, аби допомагати їм. Героя озвучив Люсьєн Додж.
- Мейінг — суперниця та ворог Аі.
- Даху — хлопець Джіджі. Озвучка — Люсьєн Додж.
- Містер Дінг — роботодавець та начальник Джіджі. Озвучив — Річард Епкар.